# Награды Якутии
Государственные награды Республики Саха (Якутия) — награды субъекта Российской Федерации учреждённые Главой Республики Саха (Якутия) и Государственным Собранием (Ил Тумэн) Республики Саха (Якутия), согласно нормативных правовых актов: Закона Республики Саха (Якутия) от 15 июня 2004 года № 135/1-З N275-III «О государственных наградах Республики Саха (Якутия)» и других законодательных актов о наградах Республики Саха (Якутия).
Государственные награды Республики Саха (Якутия) являются высшей формой поощрения граждан за особые заслуги в государственном строительстве, экономике, науке, культуре, искусстве, воспитании, просвещении, охране здоровья, жизни и прав граждан, благотворительной деятельности, за успехи в труде и иные заслуги перед Республикой Саха (Якутия).
Награждение государственными наградами Республики Саха (Якутия) производится Указами Главы Республики Саха (Якутия) о награждении.
Правовой статус государственных наград и порядок награждения определяется Указами Главы Республики Саха (Якутия).
Кроме государственных, в Республике Саха (Якутия) могут учреждаться ведомственные, юбилейные и муниципальные награды.

## Государственные награды

### Орден
| Изображение награды | Наименование награды    | Дата учреждения      | Правила награждения | Источник |
| ------------------- | ----------------------- | -------------------- | --- | --- |
|                     | Орден «Полярная Звезда» | 11 февраля 1997 года | Орденом «Полярная Звезда» награждаются граждане: - за выдающийся вклад в развитие экономики и укрепление государственности Республики Саха (Якутия); - за выдающиеся заслуги в государственной, социально-политической, культурной, научно-исследовательской, благотворительной деятельности, получившей всенародное признание; - за выдающиеся личные заслуги, связанные с проявлением исключительной храбрости, самоотверженности и мужества при защите Отечества, поддержании законности и правопорядка, защите жизни и прав граждан; - за выдающийся вклад в укрепление мира, дружбы и развитие сотрудничества между народами Республики Саха (Якутия) и другими государствами; - за исключительные достижения в подготовке высоко квалифицированных кадров, воспитание подрастающего поколения. Орден «Полярная Звезда» носится на шейной ленте. Награждённым орденом «Полярная Звезда» выдаётся удостоверение о награждении. Постановлением Правительства Республики Саха (Якутия) от 24 апреля 2015 года № 142 утверждён Порядок предоставления ежемесячной денежной выплаты неработающим пенсионерам, награждённым орденом Республики Саха (Якутия) «Полярная Звезда». Награждённым орденом «Полярная Звезда», являющимся неработающими пенсионерами, устанавливается ежемесячная денежная выплата в размере 15 000 рублей. | Постановление Палаты представителей Государственного собрания Республики Саха (Якутия) от 11 февраля 1997 года ПП № 418-I --- Закон Республики Саха (Якутия) от 15 июня 2004 года № 135/1-З N275-III «О государственных наградах Республики Саха (Якутия)» |

### Почётные звания
| Изображение награды                         | Наименование награды                                          | Дата учреждения      | Правила награждения | Источник |
| ------------------------------------------- | ------------------------------------------------------------- | -------------------- | --- | --- |
| Нагрудный знак Почётного гражданина         | Почётное звание «Почётный гражданин Республики Саха (Якутия)» | 09 октября 1996 года | Почётное звание «Почётный гражданин Республики Саха (Якутия)» присваивается гражданам Российской Федерации за: - выдающиеся заслуги в области социально-экономического, научно-технического, гуманитарного и культурного развития Республики Саха (Якутия); - исключительный вклад в укрепление государственности республики, дружбы народов; - особые отвагу и мужество по защите Отечества и общественного правопорядка; - плодотворную общественную деятельность. Почётным гражданам Республики Саха (Якутия), являющимся неработающими пенсионерами, устанавливается ежемесячная денежная выплата в размере 15 000 рублей. Почётным гражданам Республики Саха (Якутия) вручается единовременное денежное вознаграждение в размере 350 000 рублей. Почетным гражданам Республики Саха (Якутия) вручается удостоверение и нагрудный знак установленного образца. Присвоение почётного звания «Почётный гражданин Республики Саха (Якутия)» приурочивается ко Дню республики — 27 сентября Указом Президента Республики Саха (Якутия). | Постановление Палаты представителей Государственного собрания Республики Саха (Якутия) от 09 октября 1996 года ПП № 360-I «О положении о звании "Почётный гражданин Республики Саха (Якутия)"» |
| Образец нагрудного знака к Почётным званиям | Почётные звания Республики Саха (Якутия)                      | 28 марта 1996 года   | Почётные звания Республики Саха (Якутия) присваиваются за особые заслуги в области развития производства, науки и техники, литературы и искусства, образования, здравоохранения, культуры и других областей трудовой деятельности, за выдающиеся достижения и высокое профессиональное мастерство. По состоянию на 2022 год, учреждены следующие почётные звания: - Народные: артист, писатель, поэт, художник, учитель Республики Саха (Якутия); - Заслуженные: агроном, артист, архитектор, ветеринарный врач, врач, геолог, горняк, деятель искусств, деятель науки, землеустроитель, зоотехник, работник здравоохранения, работник культуры, работник народного хозяйства, работник образования, работник охраны природы, работник связи, работник сельского хозяйства, работник сферы обслуживания, работник транспорта, работник физической культуры и спорта, строитель, тренер, учитель, экономист, энергетик, юрист, спасатель, работник социальной защиты населения, работник нефтяной и газовой промышленности, журналист Республики Саха (Якутия). Удостоенным почётных званий вручается соответствующий нагрудный знак, удостоверение к нему, выплачивается разовое денежное вознаграждение. | Постановление государственного Собрания (Ил Тумэн) Республики Саха (Якутия) от 28 марта 1996 года ПП № 294-I «О положении о почётных званиях Республики Саха (Якутия)»                         |

### Государственные премии
| Изображение награды | Наименование награды                            | Дата учреждения       | Правила награждения | Источник |
| --- | ----------------------------------------------- | --------------------- | --- | --- |
| Лауреат премии в области науки и техники Лауреат премии в области материального производства Лауреат премии в области журналистики | Государственные премии Республики Саха (Якутия) | 08 сентября 2015 года | Государственные премии Республики Саха (Якутия) — вид государственной награды Республики Саха (Якутия). Положения о государственных премиях республики утверждены указом Главы Республики Саха (Якутия) от 08 сентября 2015 года № 660. Государственные премии вручаются за выдающиеся творческие достижения в областях: науки и техники, литературы и искусства, государственного строительства и других сферах деятельности; при условии что достижения лауреатов направлены во благо развития Республики Саха (Якутия). По состоянию на 2022 год, учреждены следующие государственные премии Республики Саха (Якутия): - Государственная премия имени А.Е. Кулаковского; - Государственная премия имени П.А. Ойунского; - Государственная премия имени М.К. Аммосова в области государственного строительства; - Государственная премия имени М.А. Алексеева в области педагогики; - Государственная премия имени П.А. Петрова в области здравоохранения; - Государственная премия в области журналистики; - Государственная премия в области материального производства; - Государственная премия в области науки и техники; - Государственная премия в области науки и техники для молодых ученых и специалистов; - Государственная премия в области сельского хозяйства; - Государственная премия имени Д.П. Коркина в области физической культуры и спорта; - Государственная премия имени В.М. Кладкина в области оленеводства; - Государственная премия имени П.И. Дудкина в области связи и информационных технологий; - Государственная премия имени М.М. Федорова в области юриспруденции; - Государственная премия имени И.Н. Барахова в области экономической, финансовой и инвестиционной политики. | Указ Главы Республики Саха (Якутия) от 08 сентября 2015 года № 660 «Об утверждении положений о государственных премиях Республики Саха (Якутия)» |

### Грамоты
| Изображение награды      | Наименование награды                           | Дата учреждения    | Правила награждения | Источник |
| ------------------------ | ---------------------------------------------- | ------------------ | --- | --- |
| Нагрудный знак к грамоте | Грамота Главы Республики Саха (Якутия)         | 12 июля 2019 года  | Грамотой Главы Республики Саха (Якутия) награждаются граждане Российской Федерации, внесшие значительный личный вклад в укрепление государственности, социально-экономическое развитие республики, повышение благосостояния народов Республики Саха (Якутия), а также за активную общественную деятельность. Грамотой Главы Республики Саха (Якутия) могут награждаться иностранные граждане и лица без гражданства. Награждение Грамотой Главы Республики Саха (Якутия) производится с одновременным вручением нагрудного знака. | Указ Главы Республики Саха (Якутия) от 12 июля 2019 года № 659 «О Грамоте Главы Республики Саха (Якутия)»                          |
| Нагрудный знак к грамоте | Грамота Правительства Республики Саха (Якутия) | 05 марта 2011 года | Грамота Правительства Республики Саха (Якутия) является формой поощрения граждан Российской Федерации, иностранных граждан, а также организаций, в том числе общественных объединений, осуществляющих деятельность на территории Республики Саха (Якутия), за многолетний добросовестный труд и достигнутые успехи в социально-экономическом развитии Республики Саха (Якутия), в государственной, общественной и других видах деятельности. Решение о награждении Грамотой Правительства Республики Саха (Якутия) принимается Правительством Республики Саха (Якутия) и оформляется постановлением Правительства Республики Саха (Якутия). Гражданам Российской Федерации и иностранных государств, награжденным Грамотой Правительства Республики Саха (Якутия), вручаются Грамота Правительства Республики Саха (Якутия) и нагрудный знак установленного образца. | Постановление Правительства Республики Саха (Якутия) от 05 марта 2011 года № 92 «О Грамоте Правительства Республики Саха (Якутия)» |

### Знаки отличия и почётные знаки
| Изображение награды | Наименование награды                                                      | Дата учреждения      | Правила награждения | Источник |
| ------------------- | ------------------------------------------------------------------------- | -------------------- | --- | --- |
|                     | Знак отличия «Гражданская доблесть»                                       | 26 апреля 2003 года  | Знаком отличия «Гражданская доблесть» в честь Дня Республики Саха (Якутия) отмечаются граждане за многолетнюю самоотверженную трудовую, плодотворную творческую и активную общественную деятельность, направленную на социально-экономическое развитие и укрепление государственности республики, достижение высоких трудовых и творческих успехов в отраслях народного хозяйства, областях науки, культуры и искусства, здравоохранения, образования и в других сферах трудовой деятельности, сохранение многонационального мира и согласия между народами. Порядок вручения Знака отличия «Гражданская доблесть» в честь Дня Республики Саха (Якутия) устанавливается Комиссией по государственным наградам при Главе Республики Саха (Якутия) и вручается от имени Главы Республики Саха (Якутия). Нагрудный Знак отличия «Гражданская доблесть» в честь Дня Республики Саха (Якутия) носится на правой стороне груди. При наличии других медалей и почётных знаков Российской Федерации и Республики Саха (Якутия) он располагается после них. | Указ Президента Республики Саха (Якутия) от 26 апреля 2003 года № 927 «О положении о знаке отличия "Гражданская доблесть" в честь Дня Республики Саха (Якутия)»            |
|                     | Знак высшей благодарности Матери                                          | 14 октября 1993 года | Учреждение Знака высшей благодарности Матери в честь празднования «Дня Матери» является одним из моральных стимулов, выражением общественного признания заслуг матерей, их вклада в укрепление и гармонизацию развития семьи. Знаком высшей благодарности Матери награждаются матери (преимущественно многодетные) за особые заслуги в воспитании детей с активной гражданской позицией, вносящих большой вклад в жизнь республики, а также за её общественную деятельность. Знак высшей благодарности Матери вручается ежегодно трём женщинам-матерям. Награждённым вручаются удостоверение и Знак высшей благодарности Матери в виде ювелирных изделий из драгоценных камней и металлов. Награждение Знаком высшей благодарности Матери производится к республиканскому празднику — День матери в Республике Саха (Якутия), установленному Указом Президента Республики Саха (Якутия) от 2 сентября 1993 года № 532 «Об установлении "Дня матери"». | Указ Главы Республики Саха (Якутия) от 14 октября 1993 года № 569 «Об установлении Знака высшей благодарности Матери в Республике Саха (Якутия)»                           |
|                     | Знак «Мать-героиня»                                                       | 21 апреля 2017 года  | Знак Республики Саха (Якутия) «Мать-героиня» учреждается Указом Главы Республики Саха (Якутия) и является высшей степенью отличия за заслуги матери в рождении и воспитании детей, её роли в укреплении семьи. Знак Республики Саха (Якутия) «Мать-героиня» вручается ежегодно к республиканскому празднику — День матери. Знаком Республики Саха (Якутия) «Мать-героиня» награждаются матери, родившие и воспитавшие (воспитывающие) десять и более детей, проживающие на территории Республики Саха (Якутия) не менее пятнадцати лет, при условии достижения младшим ребёнком возраста одного года. В числе детей учитываются также дети, усыновленные (удочеренные) матерью в установленном законом порядке, а также её дети, которые погибли или пропали без вести при исполнении своего воинского долга, спасении человеческой жизни, по охране законности и правопорядка. Награждение Знаком Республики Саха (Якутия) «Мать-героиня» производится при условии рождения десятого ребенка и последующих детей не ранее 2000 года. Знак Республики Саха (Якутия) «Мать-героиня» матерям вручает Глава Республики Саха (Якутия) или по его поручению и от его имени другие должностные лица. Единовременное денежное вознаграждение в размере, установленном Указом Главы Республики Саха (Якутия), направляется Министерством по делам молодежи и социальным коммуникациям Республики Саха (Якутия) на расчётный счёт получателя в течение 30 рабочих дней со дня издания Указа Главы Республики Саха (Якутия) о награждении Знаком Республики Саха (Якутия) «Мать-героиня». | Указ Главы Республики Саха (Якутия) от 21 апреля 2017 года № 1858 «О мерах поддержки многодетных матерей в Республике Саха (Якутия)»                                       |
|                     | Знак «Материнская слава» якут. «Кун Кубэй Ийэ» I, II и III степени        | 04 марта 2003 года   | Знак «Материнская слава» I, II, III степени учреждается Указом Главы Республики Саха (Якутия) и является поощрением за заслуги женщины-матери в воспитании детей и её роли в укреплении семьи, выражением общественного признания заслуг матери. Знаком «Материнская слава» I, II, III степени награждаются многодетные матери, родившие и воспитывающие: - семь детей — Знаком «Материнская слава» III степени; - восемь детей — Знаком «Материнская слава» II степени; - девять детей — Знаком «Материнская слава» I степени. В число детей включаются несовершеннолетние дети, дети в возрасте до 23 лет, обучающиеся в образовательных организациях по очной форме обучения, в том числе дети, усыновлённые (удочерённые) матерью в установленном законом порядке. Представление к награждению женщины, воспитывающей усыновлённых (удочерённых) детей, возможно при условии достойного воспитания и содержания усыновлённых (удочерённых) детей. К награждению представляются многодетные матери, проживающие на территории Республики Саха (Якутия) не менее пятнадцати лет. Награждение Знаком «Материнская слава» производится к Международному женскому дню 8 Марта и республиканскому празднику — День матери. | Указ Главы Республики Саха (Якутия) от 04 марта 2003 года № 834 «Об учреждении Знака "Материнская слава" в Республике Саха (Якутия)»                                       |
|                     | Знак «Почётный отец» якут. «Ытык а5а»                                     | 30 июня 2015 года    | Учреждение знака «Ытык а5а» («Почётный отец») в честь празднования Дня отца в Республике Саха (Якутия) является одним из моральных стимулов повышения роли отца в воспитании подрастающего поколения, выражением общественного признания заслуг отца многодетной семьи. Знаком «Ытык а5а» («Почётный отец») награждаются многодетные отцы за особые заслуги в воспитании детей, большой вклад в общественную жизнь республики и личный пример в ведении здорового образа жизни. Награждение знаком «Ытык а5а» («Почётный отец») производится на основании Указа Главы Республики Саха (Якутия). Знак «Ытык а5а» («Почётный отец») вручается ежегодно трём отцам в рамках празднования Дня отца в Республике Саха (Якутия). Награждённым вручаются диплом установленного образца и знак «Ытык а5а» («Почётный отец»). | Указ Главы Республики Саха (Якутия) от 30 июня 2015 года № 595 «Об учреждении Знака "Ытык а5а" ("Почётный отец")»                                                          |
|                     | Почётный знак имени Софьи Сидоровой                                       | 08 августа 2001 года | Почётный знак имени Софьи Сидоровой учреждается Главой Республики Саха (Якутия) для присуждения участницам женского движения Республики Саха (Якутия), принимавшим активное участие в общественной жизни республики, улусов, городов в течение 10 и более лет и внесших определенный вклад в их социально-экономическое развитие. Присуждение Почётного знака имени Софьи Сидоровой производится ежегодно не более 5 женщинам Указом Главы Республики Саха (Якутия) к Международному женскому дню 8 Марта и/или республиканскому празднику День матери и/или ко Дню матери в России и/или съезду женщин Якутии. Администрации улусов и городов ежегодно не позднее 1-го числа месяца, предшествующего месяцу, в котором планируется проведение мероприятия представляют материалы на награждение в Министерство по делам молодежи и социальным коммуникациям Республики Саха (Якутия) для совместного рассмотрения с Союзом женских организаций Республики Саха (Якутия). Выдвижение кандидатов предусматривает всестороннее изучение результатов организаторской и практической работы. | Указ Главы Республики Саха (Якутия) от 08 августа 2001 года № 1461 «Об учреждении Почётного знака имени Софьи Сидоровой»                                                   |
|                     | Почётный знак долгожителя Республики Саха (Якутия) якут. «Уйэ саас»       | 03 июля 2003 года    | Почётный знак долгожителя Республики Саха (Якутия) «Уйэ саас» учреждается Указом Главы Республики Саха (Якутия) в целях государственной поддержки и пропаганды здорового образа жизни, преемственности духовно-нравственных ценностей народа, выражения признательности и уважения долгожителям республики. Почётным знаком долгожителя Республики Саха (Якутия) «Уйэ саас» награждаются лица, достигшие возраста 100 и более лет, постоянно проживающие на территории Республики Саха (Якутия). Порядок вручения Почётного знака долгожителя Республики Саха (Якутия) «Уйэ саас» устанавливается Комиссией по государственным наградам при Главе Республики Саха (Якутия). Награждение Почётным знаком долгожителя Республики Саха (Якутия) «Уйэ саас» проводится ежегодно к Национальному дню здоровья, а также к юбилейной дате долгожителя. Медальон Почётного знака долгожителя Республики Саха (Якутия) «Уйэ саас» вручается вместе с удостоверением и денежным вознаграждением в сумме 100 000 (сто тысяч) рублей без обложения налогом на доходы физических лиц в соответствии с пунктом 79 статьи 217 Налогового кодекса Российской Федерации. | Указ Главы Республики Саха (Якутия) от 03 июля 2003 года № 1064 «Об учреждении Почётного знака долгожителя Республики Саха (Якутия) "Уйэ саас"» ---                        |
|                     | Почётный знак «Отличник государственной службы Республики Саха (Якутия)»  | 06 марта 2006 года   | Почётным знаком «Отличник государственной службы Республики Саха (Якутия)» награждаются лица, замещающие на момент представления ходатайства государственные должности, и государственные гражданские служащие Республики Саха (Якутия), внёсшие значительный личный вклад в укрепление государственности, социально-экономическое развитие республики, за многолетнюю безупречную государственную гражданскую службу. Обязательным условием для представления к награждению является наличие стажа государственной гражданской службы не менее 15 лет. Награждение почётным знаком производится Указом Главы Республики Саха (Якутия). В трудовую книжку гражданского служащего, награжденного почётным знаком, вносится соответствующая запись. Награждённым почётным знаком гражданским служащим выплачивается единовременное денежное вознаграждение в размере месячного денежного содержания гражданского служащего. Гражданские служащие, награжденные почётным знаком, пользуются гарантиями и льготами в порядке, установленном законодательными и нормативными правовыми актами Российской Федерации и Республики Саха (Якутия). Повторное награждение почётным знаком не производится. В наградном листе отражаются конкретные заслуги представляемого к награждению гражданского служащего в решении возложенных на него задач с учётом авторитета и деловой репутации, опыта государственной и общественной деятельности. | Указ Главы Республики Саха (Якутия) от 06 марта 2006 года № 2565 «О почётном знаке "Отличник государственной гражданской службы Республики Саха (Якутия)"»                 |
|                     | Почётный знак «Отличник муниципальной службы Республики Саха (Якутия)»    | 19 марта 2008 года   | Почётным знаком «Отличник муниципальной службы Республики Саха (Якутия)» награждаются лица, замещающие на момент представления ходатайства муниципальные должности, и муниципальные служащие Республики Саха (Якутия), внёсшие значительный вклад в укрепление государственности, социально-экономическое развитие Республики Саха (Якутия), за продолжительную, безупречную и эффективную муниципальную службу, имеющие стаж муниципальной и государственной службы не менее 15 лет. Награждение почётным знаком производится Указом Главы Республики Саха (Якутия). В трудовую книжку муниципального служащего, награждённого почётным знаком, вносится соответствующая запись. Награждённым почётным знаком муниципальным служащим выплачивается единовременное денежное вознаграждение в размере месячного денежного содержания или денежного вознаграждения муниципального служащего за счёт средств местного бюджета. Нагрудный знак носится на левой стороне груди и располагается ниже государственных наград Российской Федерации и Республики Саха (Якутия). Повторное награждение почётным знаком не производится. | Указ Главы Республики Саха (Якутия) от 19 марта 2008 года № 913 «О почётном знаке "Отличник муниципальной службы Республики Саха (Якутия)"»                                |
|                     | Знак «Потомственный мастер» якут. «Удьуор Уус»                            | 15 июня 2004 года    | Знак «Удьуор Уус» («Потомственный мастер») учреждён Законом Республики Саха (Якутия) от 15 июня 2004 года 135/1-З № 275-III «О государственных наградах Республики Саха (Якутия)». Знак является признанием заслуг народных мастеров, внёсших весомый вклад в развитие и сохранение национального традиционного искусства народов Республики Саха (Якутия). Награждение знаком имеет своей целью: - поддержку и развитие творческой деятельности народного мастера Республики Саха (Якутия); - обеспечение высокого художественного уровня и качества изделий народного искусства; - обеспечение преемственности традиций народного искусства; - стимулирование творческой активности талантливых народных мастеров, пропагандирующих искусство народов Республики Саха (Якутия). Награждение знаком производится 5 марта в День народного мастера Республики Саха (Якутия). Знаком ежегодно награждается один народный мастер Республики Саха (Якутия). Народному мастеру, награждённому знаком, производится единовременное денежное вознаграждение в сумме 50 000 рублей. На награждение знаком могут быть выдвинуты мастера, имеющие звание «Народный мастер Республики Саха (Якутия)», достигшие высоких творческих успехов в области народного прикладного искусства, изготовившие изделия признанного высокого художественного уровня, использующие в творческой работе художественные приёмы, технологии, материалы в соответствии с традициями народных художественных промыслов. | Указ Президента Республики Саха (Якутия) от 05 сентября 2013 года № 2230 «О знаке Республики Саха (Якутия) "Удьуор Уус" ("Потомственный мастер")»                          |
|                     | Почётный знак «За укрепление мира и дружбы народов»                       | 15 июня 2004 года    | Почётным знаком Республики Саха (Якутия) «За укрепление мира и дружбы народов» награждаются граждане Российской Федерации, иностранные граждане и организации, внёсшие значительный вклад в укрепление дружбы и взаимодействие между субъектами Российской Федерации, субъектами иностранных федеративных государств, административно-территориальными образованиями иностранных государств. Награждение Почётным знаком производится на основании Указа Главы Республики Саха (Якутия). Повторное награждение Почётным знаком одного и того же лица не допускается. Церемония награждения Почётным знаком проводится в торжественной обстановке с участием руководителей и представителей государственной власти Республики Саха (Якутия), органов местного самоуправления, трудовых коллективов организаций независимо от их организационно-правовой формы с освещением в средствах массовой информации. Лицу, награжденному Почётным знаком, вручается нагрудный знак и удостоверение к нему. В случае смерти лица после его выдвижения на награждение Почётным знаком допускается присуждение Почётного знака посмертно. Нагрудный знак и удостоверение к нему в этом случае передаётся его семье. | Указ Президента Республики Саха (Якутия) от 26 июня 2013 года № 2125 «О Почётном знаке Республики Саха (Якутия) "За укрепление мира и дружбы народов"»                     |
|                     | Почётный знак «За добрую волю и благотворительность» якут. «Амарах сурэх» | 15 июня 2004 года    | Почётным знаком Республики Саха (Якутия) «Амарах сурэх» («За добрую волю и благотворительность») награждаются граждане и юридические лица, осуществляющие добровольную деятельность по бескорыстной (безвозмездной) передаче гражданам или юридическим лицам имущества, в том числе денежных средств, или права владения, пользования, распоряжения своим имуществом и (или) по безвозмездному выполнению работ, предоставлению услуг. Деятельность должна быть направлена на социальную поддержку и защиту граждан, поддержку образования, науки, культуры, искусства, здравоохранения, а также пропаганду здорового образа жизни, физической культуры и спорта, охрану окружающей среды и защиту животных, оказание помощи в строительстве (реконструкции) объектов социального назначения, предотвращение чрезвычайных ситуаций и несчастных случаев, оказание правовой помощи населению, защиту материнства, детства и отцовства, духовно-нравственное и патриотическое воспитание детей и молодежи. Не является благотворительной деятельностью направление денежных и других материальных средств, оказание помощи в иных формах коммерческим организациям, а также поддержка политических партий, движений, групп и кампаний. Награждение Почётным знаком производится на основании Указа Главы Республики Саха (Якутия). Ежегодно вручается не более 10 Почётных знаков. Повторное награждение Почётным знаком одного и того же лица, одного и того же юридического лица не допускается. В случае смерти лица после его выдвижения на награждение Почётным знаком допускается присуждение Почётного знака посмертно. Нагрудный знак и удостоверение к нему как память передается его семье. | Указ Президента Республики Саха (Якутия) от 23 мая 2016 года № 1165 «О Почётном знаке Республики Саха (Якутия) "Амарах сурэх" ("За добрую волю и благотворительность") --- |

### Юбилейные знаки
| Изображение награды | Наименование награды                                                                                   | Дата учреждения      | Правила награждения | Источник |
| ------------------- | --- | -------------------- | --- | --- |
|                     | Юбилейный знак в честь 60-летия Великой Победы «Участнику Великой Отечественной войны 1941-1945 годов» | 05 марта 2005 года   | Юбилейный знак Республики Саха (Якутия) «Участнику Великой Отечественной войны 1941-1945 годов» является данью глубокого уважения ратному подвигу воинов-якутян на фронтах Великой Отечественной войны. Юбилейным знаком Республики Саха (Якутия) «Участнику Великой Отечественной войны 1941-1945 годов» награждаются участники Великой Отечественной войны согласно пункта 1 части 1 статьи 2 Федерального закона «О ветеранах», проживающие в Республике Саха (Якутия). Юбилейный знак Республики Саха (Якутия) «Участнику Великой Отечественной войны 1941-1945 годов» носится на правой стороне груди. При наличии других медалей и почётных знаков Российской Федерации и Республики Саха (Якутия) располагается после них. | Указ Главы Республики Саха (Якутия) от 05 марта 2005 года № 2011 «О юбилейных знаках Республики Саха (Якутия) в честь 60-летия Великой Победы»             |
|                     | Юбилейный знак в честь 60-летия Великой Победы «Ветерану Великой Отечественной войны 1941-1945 годов»  | 05 марта 2005 года   | Юбилейный знак Республики Саха (Якутия) «Ветерану Великой Отечественной войны 1941-1945 годов» является данью глубокого уважения трудовому подвигу и самоотверженности якутян-ветеранов Великой Отечественной войны. Юбилейным знаком Республики Саха (Якутия) «Ветерану Великой Отечественной войны 1941-1945 годов» награждаются ветераны Великой Отечественной войны 1941-1945 годов согласно части 1 статьи 2 Федерального закона «О ветеранах», проживающие в Республике Саха (Якутия) (за исключением участников Великой Отечественной войны). Юбилейный знак Республики Саха (Якутия) «Ветерану Великой Отечественной войны 1941-1945 годов» носится на правой стороне груди. При наличии других медалей и почётных знаков Российской Федерации и Республики Саха (Якутия) располагается после них.                                                                                | Указ Главы Республики Саха (Якутия) от 05 марта 2005 года № 2011 «О юбилейных знаках Республики Саха (Якутия) в честь 60-летия Великой Победы» ---         |
|                     | Юбилейный знак в честь 70-летия Великой Победы «Участнику Великой Отечественной войны 1941-1945 годов» | 10 марта 2015 года   | Юбилейным знаком Республики Саха (Якутия) «Участнику Великой Отечественной войны 1941-1945 годов» награждаются участники Великой Отечественной войны согласно пункту 1 части 1 статьи 2 Федерального закона «О ветеранах», проживающие в Республике Саха (Якутия). Юбилейный знак Республики Саха (Якутия) «Участнику Великой Отечественной войны 1941-1945 годов» носится на правой стороне груди. При наличии других медалей и почётных знаков Российской Федерации и Республики Саха (Якутия) располагается после них. | Указ Главы Республики Саха (Якутия) от 10 марта 2015 года № 357 «О юбилейных знаках Республики Саха (Якутия) в честь 70-летия Великой Победы» ---          |
|                     | Юбилейный знак в честь 70-летия Великой Победы «Ветерану Великой Отечественной войны 1941-1945 годов»  | 10 марта 2015 года   | Юбилейным знаком Республики Саха (Якутия) «Ветерану Великой Отечественной войны 1941-1945 годов» награждаются ветераны Великой Отечественной войны 1941-1945 годов согласно части 1 статьи 2 Федерального закона «О ветеранах», проживающие в Республике Саха (Якутия) (за исключением участников Великой Отечественной войны). Юбилейный знак Республики Саха (Якутия) «Ветерану Великой Отечественной войны 1941-1945 годов» носится на правой стороне груди. При наличии других медалей и почётных знаков Российской Федерации и Республики Саха (Якутия) располагается после них. | Указ Главы Республики Саха (Якутия) от 10 марта 2015 года № 357 «О юбилейных знаках Республики Саха (Якутия) в честь 70-летия Великой Победы» ---          |
|                     | Юбилейный знак в честь 75-летия Великой Победы                                                         | 05 декабря 2019 года | Юбилейным знаком Республики Саха (Якутия) в честь 75-летия Великой Победы награждаются ветераны Великой Отечественной войны согласно части 1 статьи 2 Федерального закона от 12 января 1995 года № 5-ФЗ «О ветеранах», проживающие в Республике Саха (Якутия). Юбилейный знак Республики Саха (Якутия) в честь 75-летия Великой Победы носится на правой стороне груди. При наличии других медалей и почётных знаков Российской Федерации и Республики Саха (Якутия) располагается после них. | Указ Главы Республики Саха (Якутия) от 05 декабря 2019 года № 864 «О юбилейном знаке Республики Саха (Якутия) в честь 75-летия Великой Победы» ---         |
|                     | Юбилейный знак «100 лет Якутской АССР»                                                                 | 22 июня 2021 года    | Юбилейным знаком Республики Саха (Якутия) «100 лет Якутской АССР» отмечаются граждане, достигшие значимых успехов в государственной, общественной, научной, творческой, производственной или иной трудовой деятельности, внёсшие особый вклад в развитие Республики Саха (Якутия) и за многолетнюю добросовестную работу. Липам, удостоенным юбилейного знака Республики Саха (Якутия) «100 лет Якутской АССР», вручается нагрудный знак и удостоверение к нему. Порядок вручения юбилейного знака Республики Саха (Якутия) «100 лет Якутской АССР» устанавливается Комиссией по государственным наградам при Президенте Республики Саха (Якутия). Нагрудный юбилейный знак Республики Саха (Якутия) «375 лет Якутия с Россией» носится на правой стороне груди. При наличии других медалей и почетных знаков Российской Федерации и Республики Саха (Якутия) он располагается после них. | Указ Главы Республики Саха (Якутия) от 22 июня 2021 года № 1908 «Об учреждении юбилейного знака Республики Саха (Якутия) "100 лет Якутской АССР"»          |
|                     | Юбилейный знак «375 лет Якутия с Россией»                                                              | 26 декабря 2006 года | Юбилейным знаком Республики Саха (Якутия) «375 лет Якутия с Россией» отмечаются граждане, внесшие значительный вклад в укрепление государственности, мира и дружбы, развитие межнационального мира и согласия, за трудовые достижения и многолетнюю добросовестную работу. Порядок вручения юбилейного знака Республики Саха (Якутия) «375 лет Якутия с Россией» устанавливается Комиссией по государственным наградам при Президенте Республики Саха (Якутия). Нагрудный юбилейный знак Республики Саха (Якутия) «375 лет Якутия с Россией» носится на правой стороне груди. При наличии других медалей и почетных знаков Российской Федерации и Республики Саха (Якутия) он располагается после них. | Указ Главы Республики Саха (Якутия) от 26 декабря 2006 года № 3107 «Об учреждении юбилейного знака Республики Саха (Якутия) "375 лет Якутия с Россией"»    |
|                     | Юбилейный знак «380 лет Якутия с Россией»                                                              | 24 января 2012 года  | Юбилейным знаком Республики Саха (Якутия) «380 лет Якутия с Россией» отмечаются граждане, внесшие значительный вклад в укрепление государственности, мира и дружбы, развитие межнационального мира и согласия, за трудовые достижения и многолетнюю добросовестную работу. Порядок вручения юбилейного знака Республики Саха (Якутия) «380 лет Якутия с Россией» устанавливается Комиссией по государственным наградам при Президенте Республики Саха (Якутия). Нагрудный юбилейный знак Республики Саха (Якутия) «380 лет Якутия с Россией» носится на правой стороне груди. При наличии других медалей и почетных знаков Российской Федерации и Республики Саха (Якутия) он располагается после них. | Указ Главы Республики Саха (Якутия) от 24 января 2012 года № 1194 «Об учреждении юбилейного знака Республики Саха (Якутия) "380 лет Якутия с Россией"» --- |
|                     | Юбилейный знак «385 лет Якутия с Россией»                                                              | 30 января 2017 года  | Юбилейным знаком Республики Саха (Якутия) «385 лет Якутия с Россией» отмечаются граждане, внесшие значительный вклад в укрепление государственности, мира и дружбы, развитие межнационального мира и согласия, за трудовые достижения и многолетнюю добросовестную работу. Лицам, удостоенным юбилейного знака Республики Саха (Якутия) «385 лет Якутия с Россией», вручаются нагрудный знак и удостоверение к нему. Порядок вручения юбилейного знака Республики Саха (Якутия) «385 лет Якутия с Россией» устанавливается Комиссией по государственным наградам при Главе Республики Саха (Якутия). Нагрудный юбилейный знак Республики Саха (Якутия) «385 лет Якутия с Россией» носится на правой стороне груди. При наличии других медалей и почётных знаков Российской Федерации и Республики Саха (Якутия) он располагается после них.                                               | Указ Главы Республики Саха (Якутия) от 30 января 2017 года № 1711 «Об учреждении юбилейного знака Республики Саха (Якутия) "385 лет Якутия с Россией"» --- |

## Ведомственные награды
В разделе приведены некоторые награды органов исполнительной власти Республики Саха (Якутия).
| Изображение награды | Наименование награды                                                            | Дата учреждения      | Правила награждения | Источник |
| ------------------- | ------------------------------------------------------------------------------- | -------------------- | --- | --- |
|                     | Медаль «За вклад в укрепление правопорядка и законности»                        | 2004 год             | Медаль «За вклад в укрепление правопорядка и законности» является ведомственным знаком отличия Министерства внутренних дел по Республике Саха (Якутия). Медалью «За вклад в укрепление правопорядка и законности» награждаются федеральные государственные гражданские служащие, работники системы МВД России, граждане Российской Федерации и иные лица: за значительный вклад в совершенствование правового регулирования, финансового обеспечения деятельности органов внутренних дел, подготовку квалифицированных кадров для органов внутренних дел, оказание содействия органам внутренних дел Российской Федерации в выполнении возложенных на них задач, за значительный вклад в укрепление правопорядка и законности на территории Республики Саха (Якутия). | Положение о медали «За вклад в укрепление правопорядка и законности» --- |
|                     | Памятная медаль «2017 — Год экологии и ООПТ»                                    | 21 ноября 2017 года  | Памятной медалью «2017 — Год экологии и ООПТ» награждаются гражданские служащие министерства охраны природы Якутии, работники подведомственных учреждений, осуществляющие служебные обязанности в области охоты, сохранения и использования охотничьих ресурсов, развития охотничьего хозяйства, нормативно-правового регулирования, контроля и надзора: - за большой вклад в развитие заповедного дела, системы особо охраняемых природных территорий, природоохранную, научно-исследовательскую и эколого-просветительскую деятельность, сохранение и развитие государственных природных заповедников и национальных парков; - за многолетний плодотворный труд и особые заслуги в ознаменование объявления 2017 года — Годом экологии и особо охраняемых природных территорий. | Информация об учреждении памятной медали «2017 — Год экологии и ООПТ» --- |
|                     | Почётный знак имени Федора Кузьмича Попова «Сердце патриота»                    | 22 февраля 2018 года | Почётным знаком имени Федора Кузьмича Попова «Сердце патриота» награждаются граждане, руководители и члены патриотических объединений и организаций, представители общественных движений республики, имеющие стаж не менее 5 лет, ранее отмеченные почётной грамотой Министерства по делам молодежи и семейной политике Республики Саха (Якутия). При этом период времени, после награждения гражданина почётной грамотой министерства и представления его к награждению знаком должно составлять не менее 3 лет. Почётным знаком имени Федора Кузьмича Попова «Сердце патриота» награждаются за посильный вклад: - в дело развития патриотического воспитания подрастающего поколения и молодежи, патриотического движения; - в реализации проектов и программ патриотической направленности; - в работе по формированию и распространению успешного опыта патриотического воспитания; - в научно-исследовательской деятельности в сфере патриотического воспитания; - в организации участия в международных, всероссийских, межрегиональных конкурсах, конференциях, форумах по патриотической тематике; - в развитии и пропаганде деятельности патриотических общественных объединений и организаций на муниципальном и республиканском уровнях. | Приложение 2.3 к приказу Министерства по делам молодежи и семейной политике Республики Саха (Якутия) от 22 февраля 2018 года «О почётном знаке имени Федора Кузьмича Попова "Сердце патриота"» --- Информация об учреждении... ---                                                                                        |
|                     | Почётный знак «Отличник культуры Республики Саха (Якутия)»                      | 04 декабря 2018 года | Почётный знак «Отличник культуры Республики Саха (Якутия)» является высшей формой поощрения Министерства культуры и духовного развития Республики Саха (Якутия). Знаком награждаются работники учреждений культуры и искусства системы Министерства культуры и духовного развития Республики Саха (Якутия), за многолетний плодотворный труд, высокий профессионализм и особые заслуги в области культуры, имеющие стабильные показатели в работе, эффективно внедряющие высокие технологии, имеющие стаж работы в отрасли 10 и более лет, в том числе — в данной организации не менее 5 лет. Знак присваивается совместным решением коллегии Министерства культуры и духовного развития Республики Саха (Якутия) и Президиума Рескома профсоюза работников культуры Республики Саха (Якутия). Лицам, награжденным Знаком, вручается нагрудный знак, оплачиваемый за счёт ходатайствующей стороны, и личное удостоверение. В трудовую книжку награждённого вносится запись о присвоении почётного звания с указанием номера и даты приказа. Вручение Знака производится в торжественной обстановке не позднее двух месяцев со дня издания приказа. Лицам, награжденным Знаком, производится повышение заработной платы на 10% со дня издания приказа. Повторное награждение иными формами поощрения за новые заслуги возможно не ранее чем через три года после награждения Знаком. Повторное награждение Знаком не производится.                     | Приказ Министерства культуры и духовного развития Республики Саха (Якутия) от 31 января 2011 года № 09 «О ведомственных наградах Министерства культуры и духовного развития Республики Саха (Якутия)» |
|                     | Нагрудный знак «Отличник молодёжной политики Республики Саха (Якутия)»          | 25 января 2019 года  | Нагрудным знаком «Отличник молодёжной политики Республики Саха (Якутия)» награждаются государственные и муниципальные служащие, работающие в сфере молодежной политики, работники учреждений, предприятий, объединений, организаций имеющие стаж не менее 5 лет, ранее отмеченные Почётной грамотой Министерства по делам молодежи и семейной политике Республики Саха (Якутия) за: - достижения в реализации республиканских, федеральных, международных программ и проектов в области государственной молодежной политики; - разработку научно-обоснованных программ и проектов, направленных на решение молодежных проблем, развитие потенциала молодежи; - внедрение инновационных форм работы с молодежью; - активную и плодотворную работу по подготовке, профессиональной переподготовке и повышению квалификации специалистов в сфере молодежной политики; - систематическую работу, связанную с организацией и проведением мероприятий, направленных на поддержку молодежи. Награждение нагрудным знаком производится приказом министра по делам молодежи и семейной политике Республики Саха (Якутия). Вручение нагрудного знака производится в торжественной обстановке министром по делам молодежи и семейной политике Республики Саха (Якутия) и (или) по его поручению другими должностными лицами. Лицам, награждённым нагрудным знаком, вносится соответствующая запись в трудовую книжку.                                            | Приказ Министерства по делам молодежи и социальным коммуникациям Республики Саха (Якутия) от 25 января 2019 года № 18-ОД «О ведомственных наградах Министерства по делам молодежи и социальным коммуникациям Республики Саха (Якутия)»                                                                                    |
|                     | Нагрудный знак «Отличник лесного хозяйства Республики Саха (Якутия)»            | 04 декабря 2018 года | Нагрудный знак «Отличник лесного хозяйства Республики Саха (Якутия)» является ведомственным знаком отличия Министерства экологии, природопользования и лесного хозяйства Республики Саха (Якутия), учреждённым в целях поощрения за вклад в сбережение и приумножение лесных богатств республики. Нагрудным знаком награждаются государственные гражданские служащие Министерства экологии, природопользования и лесного хозяйства Республики Саха (Якутия), работники подведомственных учреждений, ветераны лесного хозяйства за многолетний плодотворный труд и выдающиеся заслуги в области охраны, защиты и воспроизводства лесов, организации рационального использования лесных ресурсов, успешное решение социальных вопросов в лесном секторе республики и большой вклад в дело экологического просвещения и лесоохранной пропаганды. Независимо от места и стажа работы знаком могут быть награждены деятели науки, культуры, преподаватели и учащиеся учебных заведений, члены общественный объединений и другие лица, внёсшие большой вклад в развитие лесного хозяйства Республики Саха (Якутия), сохранения лесов, способствующие широкой популяризации знаний о лесе. | Информация об учреждении нагрудного знака «Отличник лесного хозяйства Республики Саха (Якутия)» |
|                     | Нагрудный знак «Отличник физической культуры и спорта Республики Саха (Якутия)» | 03 декабря 2013 года | Нагрудным знаком «Отличник физической культуры и спорта Республики Саха (Якутия)» награждаются лица: - за многолетнюю и плодотворную работу по развитию физической культуры и спорта в Республике Саха (Якутия); - за успехи в подготовке спортсменов и иных специалистов в области физической культуры и спорта; - за вклад в укрепление материально-технической базы в сфере физической культуры и спорта; - за успехи в разработке учебно-методической литературы, пособий по развитию детско-юношеского спорта, спорта высших достижений, спорта лиц с ограниченными возможностями здоровья и других видов спорта. Нагрудным знаком награждаются работники, имеющие стаж работы в отрасли не менее 10 лет. Награждение нагрудным знаком осуществляется в соответствии с порядком награждения ведомственными наградами Министерства по физической культуре и спорту Республики Саха (Якутия), согласно приложению № 11 к настоящему приказу. Лица, представляемые к награждению нагрудным знаком, должны одновременно соответствовать следующим требованиям: - наличие Благодарственного письма и Почётной грамоты Министерства по физической культуре и спорту Республики Саха (Якутия); - отсутствие неснятого дисциплинарного взыскания; - отсутствие спортивной дисквалификации. Нагрудный знак носится на левой стороне груди и располагается ниже государственных наград Российской Федерации, РСФСР, СССР, Республики Саха (Якутия), ЯАССР. | Приложение № 3 к приказу Министерства спорта Республики Саха (Якутия) от 03 декабря 2013 года № 251-01/ОД --- Приказ Министерства по физической культуре и спорту Республики Саха (Якутия) от 16 июня 2021 года № 208-ОД «О ведомственных наградах Министерства по физической культуре и спорту Республики Саха (Якутия)» |

## Награды города Якутска
Награды города Якутска — награды используемые (наряду с государственными наградами Республики Саха (Якутия)) для награждения жителей столицы Республики Саха (Якутия) — города Якутска.
К наградам города Якутска относятся:
- звание «Почётный гражданин города Якутска»;
- знак «За заслуги перед Якутском»;
- почётная грамота Окружной администрации города Якутска;
- медаль «Трудовая доблесть города Якутска».

Городские награды являются формой поощрения граждан и организаций за заслуги в экономике, совершенствование системы городского самоуправления, жилищно-коммунального хозяйства, науке, культуре, спорте, искусстве, государственной службе и иные заслуги перед городом Якутском.
| Изображение награды                 | Наименование награды                                   | Дата учреждения       | Правила награждения | Источник |
| ----------------------------------- | ------------------------------------------------------ | --------------------- | --- | --- |
| Нагрудный знак Почётного гражданина | Звание «Почётный гражданин города Якутска»             | 13 декабря 2005 года  | Звание «Почётный гражданин города Якутска» является высшим почётным званием города Якутска, учреждается в целях признания выдающихся заслуг граждан и поощрения личной деятельности, направленной на пользу города, обеспечение его благополучия и процветания. Звания удостаиваются граждане Российской Федерации и других государств, деятельность которых получила признание жителей города Якутска. Основанием для присвоения Почетного звания являются: - существенный вклад в экономическое и культурное развитие столицы Республики Саха (Якутия) — города Якутска, обеспечение благополучия его населения; - выдающиеся заслуги в области науки, техники, культуры, искусства, физкультуры и спорта, воспитания и образования, здравоохранения, охраны окружающей среды и обеспечения экологической безопасности, укрепления мира и международного сотрудничества, развития экономики и производства, градостроительства и архитектуры, охраны правопорядка и общественной безопасности и иных областях; - высокое профессиональное мастерство и многолетний добросовестный труд; - проявление личного мужества во благо жителей города и страны; - любая иная созидательная деятельность, способствующая развитию города Якутска, повышению его роли и авторитета. Присвоение звания не связывается с фактом рождения удостоенных лиц в городе или их проживания на его территории. Звание присваивается ежегодно, не более чем одному лицу, в канун празднования Дня города Якутска. Звание может быть присвоено более чем одному лицу в год по совместному предложению главы городского округа «город Якутск» (и.о. главы городского округа), Председателя Якутской городской Думы (и.о. Председателя) и не менее половины от установленного числа депутатов Якутской городской Думы. Звание может присваиваться при жизни или посмертно. | Постановление Окружного Совета города Якутска от 13 декабря 2005 года № ПОС-38-5 «Об утверждении положения о звании "Почётный гражданин города Якутска"»            |
|                                     | Знак «За заслуги перед Якутском»                       | 08 октября 2002 года  | Знаком «За заслуги перед Якутском» награждаются граждане за особо выдающиеся заслуги, связанные с развитием города Якутска, за высокие достижения в государственной (муниципальной), производственной, научно-исследовательской, социально-культурной, общественной и благотворительной деятельности, позволившей существенным образом улучшить условия жизни жителей города Якутска, за заслуги в подготовке высококвалифицированных кадров, воспитании подрастающего поколения, поддержания законности и правопорядка, за заслуги, подвиги и доблестный труд в годы Великой Отечественной войны и послевоенное время. Решение о награждении знаком принимает Якутская городская Дума по представлению Главы окружной администрации города Якутска. Знаком «За заслуги перед Якутском» ежегодно награждаются не более тридцати из представленных кандидатов. Лицу, награждённому знаком вручаются: - знак установленного образца; - удостоверение о награждении знаком. Изготовление знака производится Окружной администрацией города Якутска. Реестр и учёт награжденных знаком ведётся Управлением кадров Окружной администрации города Якутска. В юбилейные годы Великой Отечественной войны знаком «За заслуги перед Якутском» награждаются не более тридцати из представленных кандидатов. | Постановление городского собрания депутатов города Якутска от 08 октября 2002 года ПГС № 17-2 «Об учреждении знака "За заслуги перед Якутском"»                     |
|                                     | Почётная грамота Окружной администрации города Якутска | 25 июня 2021 года     | Почётная грамота Окружной администрации города Якутска является поощрением за вклад в развитие столицы Республики Саха (Якутия) — города Якутска, обеспечение благополучия его населения, высокое профессиональное мастерство и многолетний добросовестный труд. Почётной грамотой Окружной администрации города Якутска могут быть награждены граждане и трудовые коллективы предприятий, организаций и учреждений всех форм собственности городского округа «город Якутск». Почётной грамотой Окружной администрации города Якутска могут быть награждены также граждане Российской Федерации и иностранных государств за вклад в развитие дружественных связей. Почётная грамота Окружной администрации города Якутска может быть вручена в связи с юбилейными датами, которые определяются согласно действующему законодательству, и с профессиональными праздниками, учреждёнными в установленном законом порядке. | Постановление Окружной администрации города Якутска от 25 июня 2021 года № 182п «Об утверждении Положения о Почётной грамоте Окружной администрации города Якутска» |
|                                     | Медаль «Трудовая доблесть города Якутска»              | 07 сентября 2016 года | Медалью «Трудовая доблесть города Якутска» удостаиваются граждане Российской Федерации и других государств, трудовая доблесть которых получила признание жителей города Якутска. Основанием для присвоения медали являются: - высокие достижения в труде; - самоотверженный творческий труд, повышение производительности труда и улучшение качества работы; - эффективное использование техники и инновационных технологий, ценные изобретения и рационализаторские предложения; - успешная работа в области промышленного производства, сельского хозяйства, науки, культуры, литературы, искусства, образования, воспитания подрастающего поколения, здравоохранения, экономики, социальной защиты, торговли, общественного питания, строительства, жилищно-коммунального хозяйства, бытового обслуживания населения, торговли, общественного питания и в других областях трудовой деятельности. Награждение медалью не связывается с фактом рождения удостоенных лиц в городском округе «город Якутск» или их проживанием на его территории. Медаль присваивается ежегодно, не более чем 10 лицам, при жизни или посмертно. | Нормативный правовой акт Якутской городской думы от 07 сентября 2016 года № 308-НПА «Об учреждении медали «Трудовая доблесть города Якутска» ---                    |